# Fehérszárnyú sakutyúk
A fehérszárnyú sakutyúk (Penelope albipennis) a madarak osztályának tyúkalakúak (Galliformes) rendjébe és a hokkófélék (Cracidae) családjába tartozó faj.

## Rendszerezése
A fajt Władysław Taczanowski lengyel ornitológus írta le 1878-ban.

## Előfordulása
Az Andok hegységben, Peru területén honos. Természetes élőhelyei szubtrópusi és trópusi lombhullató erdők. Állandó, nem vonuló faj.

## Megjelenése
Testhossza 70–85 centiméter, testtömege 1750 gramm.

## Természetvédelmi helyzete
Az elterjedési területe rendkívül kicsi, egyedszáma 200 példány alatti, viszont ez stabil. A Természetvédelmi Világszövetség Vörös listáján veszélyeztetett fajként szerepel.

## Külső hivatkozások
- Képek az interneten a fajról
- Internet Bird Collection - videók a fajról
- Xeno-canto.org - a faj hangja és elterjedési területe